# Nannocoryne mammylia
Nannocoryne mammylia is een hydroïdpoliep uit de familie Corynidae. De poliep komt uit het geslacht Nannocoryne. Nannocoryne mammylia werd in 1995 voor het eerst wetenschappelijk beschreven door Bouillon & Grohmann. 